# Qinling

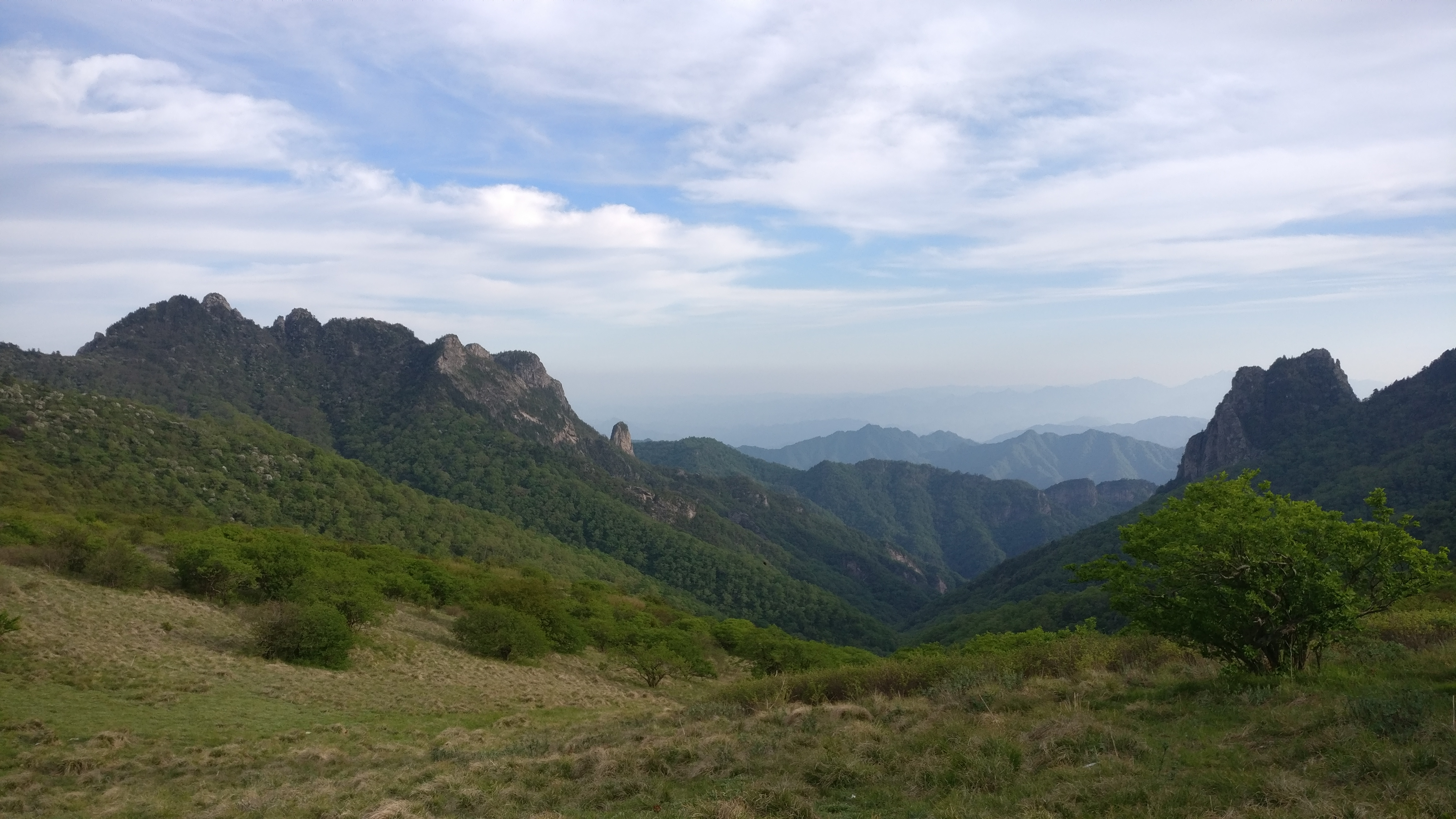
Vista das montanhas de Qinling.

As montanhas Qinling são uma importante cordilheira na China central. Elas formam uma barreira física entre o vale do rio Wei e a planíce de Sichuan.